# Theodor Schübel

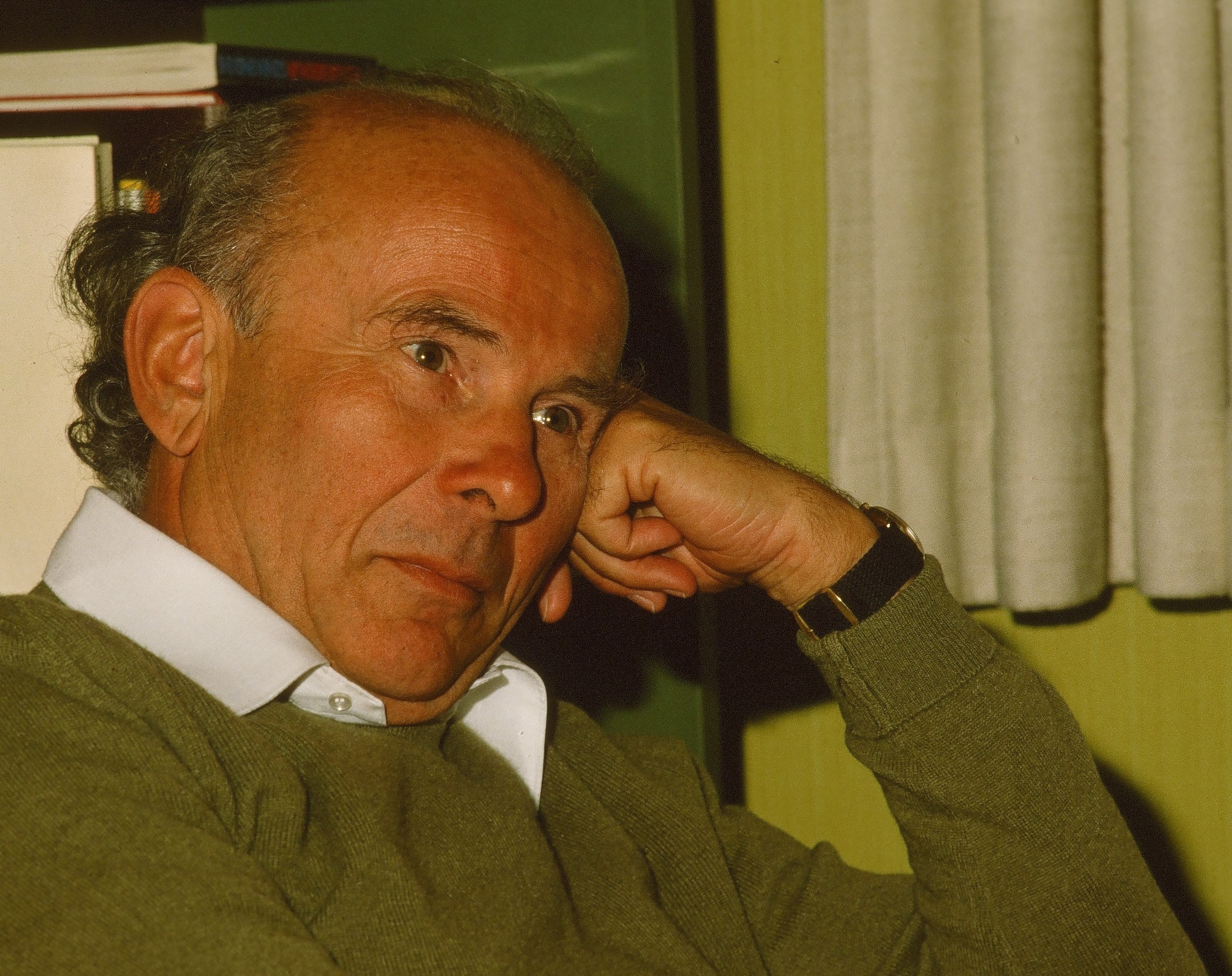
Theodor Schübel
Foto: Jochen Berger

Theodor Schübel (* 18. Juni 1925 in Schwarzenbach an der Saale; † 30. Januar 2012 in Landau in der Pfalz) war ein deutscher Schriftsteller, Dramatiker und Drehbuchautor.

## Leben und Wirken
Theodor Schübel wurde als Sohn von Theodor Schübel, Brauereibesitzer, und Rosa Schaff geboren. Bereits während seiner Schulzeit in Schwarzenbach, Hof und ab 1939 in Starnberg interessierte er sich lebhaft für das Theater; die Zeit am Starnberger See nutzte er für häufige Besuche der Münchener Staatsoper. Er stand dort als Statist auf der Bühne und erlebte schließlich 1942 die Uraufführung der Oper Capriccio von und mit Richard Strauss. Ende 1943 wurde er zum Militärdienst eingezogen, im Herbst 1948 kehrte er aus der Kriegsgefangenschaft in Südfrankreich zurück. Er ließ sich in Nürnberg zum Industriekaufmann ausbilden und trat 1951 in die heimische Schwarzenbacher Brauerei ein. Noch in der Kriegsgefangenschaft begann er für das Theater zu schreiben.
1957 erhielt er für das Theaterstück Der Kürassier Sebastian und sein Sohn den Gerhart-Hauptmann-Preis der Freien Volksbühne Berlin. Drei Jahre später gab er seine Stellung in der oberfränkischen Industrie auf und verpflichtete sich als Dramaturg und Hausautor bei der Bavaria-Atelier GmbH in München-Geiselgasteig.
Ab 1963 lebte Theodor Schübel als freier Schriftsteller im Fichtelgebirge und verfasste eine Vielzahl an erfolgreichen Theaterstücken und Fernsehspielen. Renommierte Schauspieler und Regisseure interpretierten seine Dialoge. Schübels Stücke und Fernsehspiele wurden auch in der Schweiz, der Tschechoslowakei, in Österreich, Schweden, Finnland, Dänemark, Holland, Belgien, Italien, Ungarn und Polen gesendet.
In den 1980er Jahren schrieb er eine Reihe von psychologischen Romanen zu politischen und zeitgeschichtlichen Themen. Seit 2003 lebte er bei seiner Tochter in Landau in der Pfalz. Am 30. Januar 2012 verstarb er dort nach kurzer Krankheit und wurde in seinem Geburtsort beigesetzt.
Theodor Schübel war seit 1953 mit Ingrid Franke (1933–1997) verheiratet. Er hat einen Sohn und eine Tochter.
Die Theaterstücke und Fernsehspiele von Theodor Schübel zeichnen sich durch seine Neigung zu heiteren Stoffen, seine Vorliebe für witzig geschliffene Formulierungen, für satirische Betrachtungsweise und seinen Instinkt für Situationskomik aus. Seine Figuren haben Konturen, reden kein Papier; die Handlung ist nie unklar, eine Konzeption stets vorhanden. Bei Bearbeitungen ist für die Arbeitsweise von Theodor Schübel charakteristisch, dass es sich niemals um übliche Dramatisierungen eines epischen Stoffes handelt, sondern um eigenwillige Neuschöpfungen, die nicht selten nur die Grundsituationen, die einprägsamen Charaktere oder die wesentlichsten Motive einer Geschichte erfassen und frei variieren.

## Werke

### Theater
- Der Kürassier Sebastian und sein Sohn. UA Berlin 1958. Regie: Hans Bauer. Mit Wilhelm Borchert, Krista Keller u. a.
- Karl Sand 1964. Fernsehspiel. Regie: Franz Peter Wirth. Mit Gerd Baltus, Ernst Jakobi, Peter Lühr u. a.[3]
- Die Geschäfte des Herrn Mercadet (nach Balzac) TV 1964. Regie: Paul Hoffmann. Mit Romuald Pekny u. a.[4]
- Wo liegt Jena? UA Lübeck 1965. Regie: Georg Immelmann. Mit Lothar Grützner u. a.
- Der Wohltäter. UA Münster 1968. Regie: A. E. Sistig. Mit Hans Hinrich u. a.
- George Dandin (nach Molière). TV 1964. Regie: Dietrich Haugk. Mit Wolfgang Reichmann, Grit Böttcher u. a. UA München 1968. Regie: Nils Peter Rudolph. Mit Lambert Hamel, Gaby Dohm u. a.
- Der Geizige (nach Molière). UA Wunsiedel 1971. Regie: Stefan Orlac. Mit Bruno Hübner u. a.
- König Heinrich IV. (nach Shakespeare) UA Wunsiedel 1971. Regie: Christian Mettin. Mit Wolfgang Reichmann, Peter Fricke u. a. TV 1975. Regie: Werner Schlechte. Mit Wolfgang Reichmann, Peter Mosbacher u. a.
- Fusion. TV 1974. Regie: Nathan Jariv. Mit Nicole Heesters, Ulrich Matschoss u. a.
- Die drei Musketiere (nach A. Dumas). UA Wunsiedel 1976. Regie: Wolfgang Spier. Mit Christian Quadflieg u. a.
- Karneval. UA Konstanz 1978. Regie: Helmut Maßel. Mit Melthild Liesebrecht und Horst Hildebrand. TV 1978. Regie: Werner Schlechte. Mit Elfriede Irrall und Michael Degen
- Robin Hood, UA Wunsiedel 1989.
- Ali Baba und die 40 Räuber, UA Wunsiedel 1990
- Die Deutschen kommen! UA Gera 1990. Regie: Thomas Engel. Mit Günter Matthes u. a. Anthologien – De Gruyter 920 Schübel, Theodor. Die Deutschen kommen! : Kom. in 3 Akten /. Theodor Schübel. Gera, 1990. UA: Gera, Juli 1990. L: ND 1990, 157, 09.07., S. 5. 921 Schütz[5]
- Pastor Dennewitz. UA Hannover 1993. Regie: Rüdiger Walter Kunze. Mit Carmen Schweer, Gerd Peiser u. a. Stadtchronik Hannover 11. September 1993
- Das Dschungelbuch, UA Wunsiedel 1994.
- Die Schatzinsel (nach R.L. Stevenson). UA Wunsiedel 1997[6]
- Blütenzauber. UA Hamburg 1999. Regie: Wilfried Dziallas. Mit Jasper Vogt, Herma Koehn u. a.[7]
- Das Geschenk des Himmels. UA Neuwied 2002. Regie: Paul Bäcker. Mit Dagmar von Kurmin, Klaus Jaegel u. a.
- Die Reise nach Bagdad. UA Hamburg 2002. Regie: Wilfried Dziallas. Mit Herma Koehn, Willem Fricke u. a.;[8] Rellingen 5. November 2010[9] 27. März 2012 Dänischehagen;[10] 2015 Österreich[11]
- Kokoschka malt Adenauer. UA Wieden;[12][13]
- Laura und Lauretta
- Letztes Geleit[14]

### Fernsehen

#### Originalfernsehspiele und -filme
- Schlüsselblumen (Kurzfilm). 1961. Regie: Rainer Erler.[15]
- Die Kuh (Kurzfilm). 1961. Regie: Rainer Erler.[15]
- Spielsalon. 1962. Regie: Franz Peter Wirth. Mit Hartmut Reck, Herbert Bötticher u. a.
- Besuch am Nachmittag. 1963. Regie: Hansgünther Heyme. Mit Gisela Trowe, Günter Mack u. a.
- Odpolední návsteva. 1963 tschechisches TV.[16]
- Onkel Jerome. (Kurzfilm) 1963.[17]
- Kennen Sie Heberlein? 1964. Kabarett. Regie: Rolf von Sydow. Mit Dieter Hildebrandt, Ursula Noack u. a.[18]
- Herr Wolff hat seine Krise. 1969. Regie: Rainer Erler. Mit Alexander May, Eva-Maria Meineke u. a.[19]
- Einfach sterben. 1971. Regie: Stanislav Barabáš. Mit Hans Schweikart, Ernst Jakobi u. a.[20]
- Neugierig wie ein Kind. 1974. Regie: Oswald Döpke. Mit Rosemarie Fendel, Günter Strack u. a.[21]
- Im Schatten. 1974. Regie: Diethard Klante. Mit Edith Heerdegen, Dieter Kirchlechner, Witta Pohl u. a.
- Der Opportunist. 1976. Regie: Karl Fruchtmann. Mit Arno Assmann u. a.[22]
- Die Münze. 1979. Regie: Werner Schlechte. Mit Gustl Bayrhammer u. a.
- Die Grenze. 1981. Regie: Jürgen Karl Klauß. Mit Gustl Bayrhammer u. a.[23]
- Die Matrosen von Kronstadt. 1983. Fernsehfilm. Regie: Jürgen Karl Klauß. Mit Gottfried John, Pinkas Braun, Werner Kreindl u. a.
- Martin Luther. 1983. Fernsehfilm in zwei Teilen. Regie: Rainer Wolffhardt. Mit Lambert Hamel, Ernst Fritz Fürbringer u. a.

#### Bearbeitungen nach Motiven von Anton Tschechow und anderen
- Die Rache (nach Tschechow) 1962. Regie: Rainer Erler. Mit Rudolf Vogel, Horst Tappert u. a.
- Der jähzornige junge Mann (nach Tschechow) 1963. Regie: Rainer Erler. Mit Hans Clarin, Rudolf Rhomberg u. a.[24]
- Die Nacht der Schrecken (nach Tschechow) 1963. Regie: Rolf von Sydow. Mit Max Mairich, Ernst Fritz Fürbringer u. a.
- Gerechtigkeit in Worowogorsk (nach Tschechow) 1964. Regie: Dietrich Haugk. Mit Lucie Mannheim, Georg Thomalla u. a.
- Der Seitensprung (nach Tschechow) 1964. Regie: Rainer Erler. Mit Hannelore Elsner, Robert Mayn u. a.[25]
- Pflicht ist Pflicht (nach Tschechow) 1966. Regie: Hans Dieter Schwarze. Mit Paul Dahlke, Hanns Ernst Jäger u. a.[26]
- Kinder (nach A. R. Gurney). 1981. Regie: Oswald Döpke. Mit Lilli Palmer, Judy Winter u. a.

#### TV-Serien
- Inspektion Lauenstadt (Fernsehserie, 13 Folgen). 1976.
- Omaruru (Fernsehserie, 26 Folgen). 1976.
- Tatort: Alles umsonst. 1977. Regie: Hartmut Griesmayr. Mit Horst Michael Neutze, Monica Bleibtreu u. a.
- Achtung Zoll!. 1980.

### Hörspiel
- Drachensaat. München 1983. Regie: Dieter Munck. Mit Ernst Fritz Fürbringer, Martin Hirthe u. a.

### Romane
- Kellerjahre. München 1983. Roman
- Damals im August. München 1984. Roman
- Dreizehn Stunden Angst. München 1985. Roman
- Bischoff, eine Karriere. München 1987. Roman
- Vom Ufer der Saale. Berlin 1992. Ein Journal vom 9. November 1989 bis zum 3. Oktober 1990

## Preise und Ehrungen
- 1957: Gerhart-Hauptmann-Preis für Der Kürassier Sebastian und sein Sohn
- 1977: DAG-Fernsehpreis in Gold für Der Opportunist
- 1982: DAG-Fernsehpreis in Gold für Die Grenze
  - Literaturpreis der Neuen Literarischen Gesellschaft Hamburg für Kellerjahre
- 1983: Jakob-Kaiser-Preis für Die Grenze
- 1993: Oberfranken-Medaille
- 1997: Ehrenbürger der Stadt Schwarzenbach an der Saale
- 2005: Bundesverdienstkreuz am Bande